# Areobindo (senador)
Areobindo (em latim: Areobindus; em grego: Αρεόβινδος; romaniz.: Areóbindos; m. 546), igualmente mencionado como Areobindas, Ariobindas, Ariovindas ou Areovindas, foi um senador e oficial bizantino do século VI, ativo sob o imperador Justiniano (r. 527–565). Notabilizou-se por seu envolvimento nos conflitos entre o exército imperial e as tribos berberes da recém-fundada Prefeitura pretoriana da África, bem como por suas infrutíferas tentativas de supressão das inúmeras revoltas no seio do exército lideradas por Estútias e então por Guntárico.

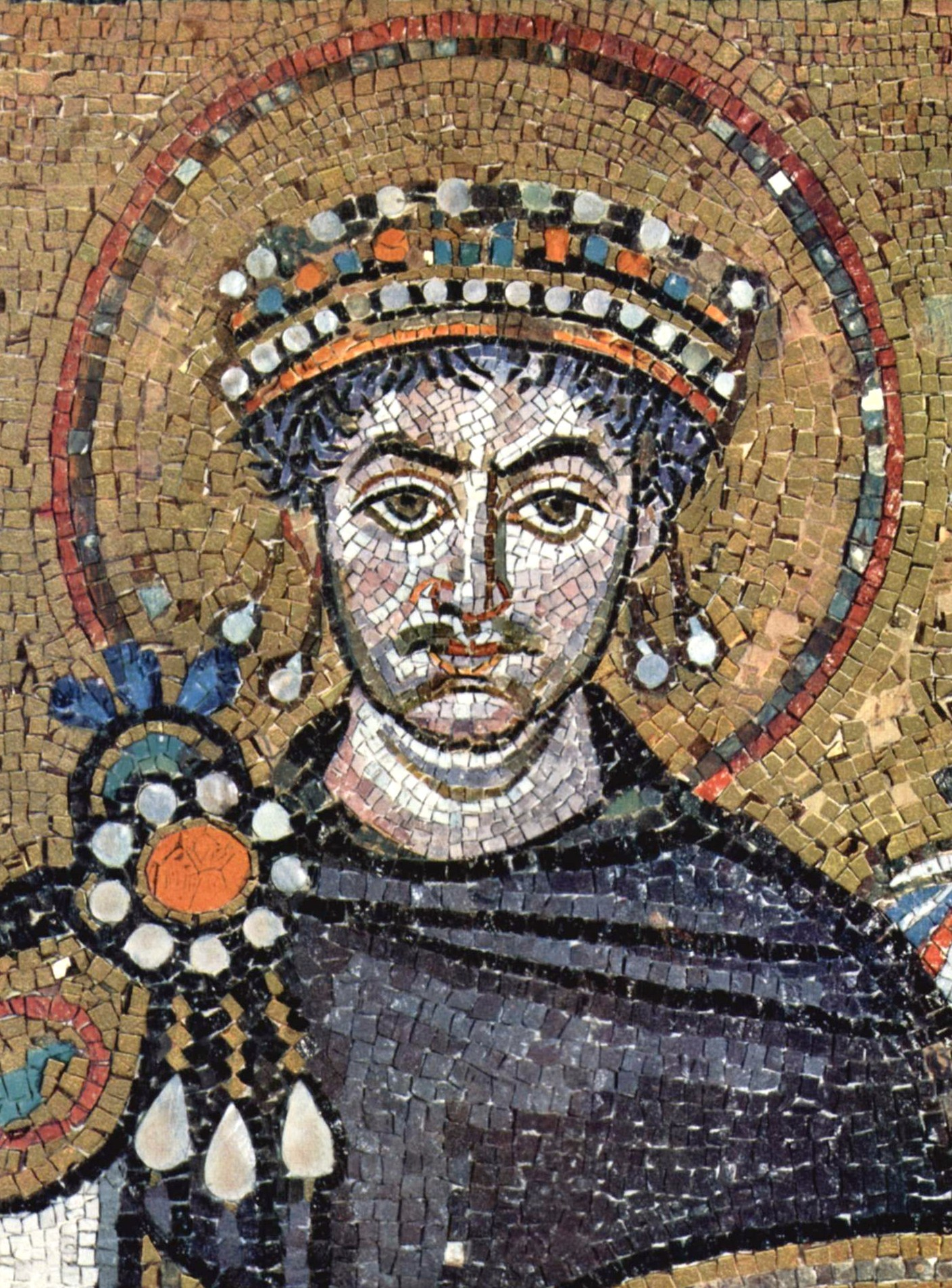
Justiniano num mosaico em São Vital

## Biografia
Areobindo teve nascimento nobre e seu nome sugere parentesco com os cônsules homônimos de 434 e 506; os autores da PIRT sugerem que era filho de Dagalaifo e então neto do cônsul de 506. Teve uma irmã de nome incerto e casou-se em data imprecisa com Prejecta, a sobrinha do imperador Justiniano (r. 527–565). Sua primeira menção ocorreu em 545, quando assumiu ofício na África, mas antes disso sabe-se que era um senador e, portanto, um homem ilustre. No ano de sua primeira menção sabe-se que também era um patrício, mas é incerto se a nomeação ocorreu em ocasião de sua missão ou antes.
Em 543, o duque da Tripolitânia Sérgio imprudentemente assassinou os líderes da tribo moura dos leuatas, provocando a eclosão de revolta que logo se alastraria às regiões vizinhas. Em 544, o prefeito pretoriano da África Salomão, tio de Sérgio, tentou controlar a situação, mas pereceu na Batalha de Cílio e Sérgio foi nomeado prefeito em seu lugar. Novamente mostrou-se incapaz de sufocar os revoltosos, e Justiniano decidiu enviar Areobindo à África para compartilhar o comando no país. Teria chego na primavera de 545 e estava acompanhado por Atanásio, que foi nomeado prefeito pretoriano, Artabanes e João com algumas tropas armênias, bem como sua irmã e esposa.
Como mestre dos soldados, ficou encarregado de liderar as tropas imperiais em Bizacena, enquanto Sérgio foi enviado à Numídia. Ao aproximar-se de Cartago, foi informado que o líder mourisco Antalas e o general imperial Estútias, que também revoltara-se, estavam acampados perto de Sica Venéria. Enviou o general João contra eles com as melhores tropas disponíveis e pediu reforços a Sérgio. O último não atendeu o pedido, causando a derrota e morte de João. Sérgio foi reconvocado por Justiniano a Constantinopla, onde foi interrogado pelos inúmeros reveses militares, e Areobindo foi nomeado, provavelmente no outono de 545, como governante supremo do exército imperial da África.

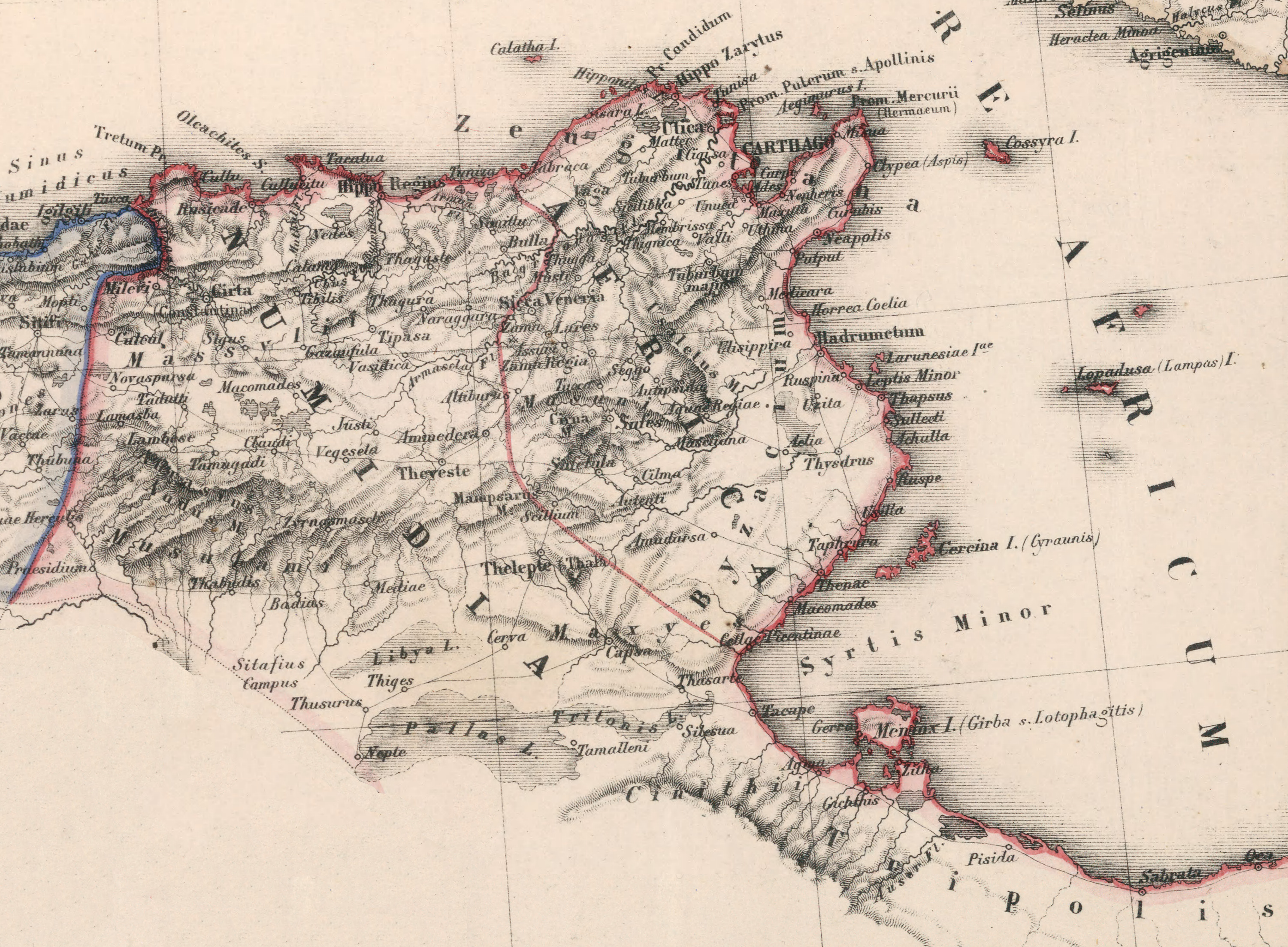
África romana, com as províncias de Bizacena, Zeugitânia e Numídia

Em março de 546, os mouros da Numídia e Bizacena uniram forças e marcharam contra Cartago, secretamente encorajados pelo general bizantino Guntárico e acompanhados por João e os rebeldes anteriormente sob liderança de Estútias, que por este período estava morto. Ciente do ocorrido, Areobindo convocou Guntário e outros oficiais subordinados com seus homens a Cartago, onde colocou o primeiro como comandante das forças coligadas. Guntário secretamente negociou com Antalas para assassinar Areobindo e dividir igualmente suas riquezas entre eles, enquanto o último, por sua vez, negociou com Cusina, líder dos mouros de Bizacena, com quem conseguiu firmar um acordo; Cusina prometeu trair Antalas e seus homens quando o confronto iniciasse.
Areobindo, contudo, revelou isso para Guntárico, que, para ganhar tempo, aconselhou-o a tomar os filhos de Cusina como reféns. Enquanto Areobindo e Cusina continuaram trocando mensagens, Guntárico planejou provocar a morte do governador em combate, para retirar-lhe as suspeitas, ao sugerir que marchasse contra os mouros acampados nas imediações de Cartago. Após deliberações decidiu-se que as tropas marchariam e atacariam no alvorecer do dia seguinte, porém, quando o momento chegou, Areobindo, que estava preocupado por sua pouca experiência militar e nada entusiasmado, demorou-se em se armar e fazer os demais preparativos, causando a postergação do ataque para o dia seguinte.
Segundo o historiador Procópio de Cesareia, no dia seguinte Guntárico capturou um dos portões da cidade e manteve-o aberto, ao passo que utilizou-se dum tom ameaçador na esperança de compelir Areobindo. Diz-se, contudo, que Areobindo apenas não fugiu de Cartago em decorrência do mau tempo. Areobindo então consultou-se com Atanásio, Artabanes e outros oficiais e foi aconselhado a atacar Guntárico sem demora. Ele decidiu primeiro enviar o emissário Fredas para interrogar Guntárico sobre suas intenções e com o retorno de Fredas, decidiu-se pelo ataque. A batalha foi travada no portão capturado pelos rebeldes, porém com o desenrolar do confronto, Areobindo entrou em pânico e decidiu fugir para um grande mosteiro local, onde sua irmã e esposa estavam abrigadas. Suas tropas acompanharam-no e Cartago foi perdida. O bispo Reparato visitou Areobindo com garantias de salvo-conduto de Guntárico caso deixasse seu santuário no mosteiro e se dirigisse ao palácio do governador. Após conseguir garantias de Reparato, juradas mediante o rito batismal, deixou o mosteiro trajando roupas dum indivíduo particular e dirigiu-se a Guntárico, que lhe concedeu mais garantias de salvo-conduto e prometeu enviá-lo embora com sua esposa e propriedades. Areobindo foi festejado e tratado com grande honra, mas foi ordenado dormir sozinho em seus aposentos. Uliteu e outros apoiantes de Guntárico o assassinaram. Sua cabeça foi cortada e enviada para Antalas.